# Jožef Burger
Jožef Burger, tudi Jožef Burgar, slovenski župnik, nabožni pisec, urednik in prevajalec, * 21. marec 1800, Krašnja, † 24. januar 1870, Šmartno pri Litiji.
Burger je bil leta 1824 po končanem bogoslovju, ki ga je študiral v Ljubljani posvečen. Od leta 1836 je bil župnik v Šmartnem pri Litiji. Že kot bogoslovec se je pridružil krogu okoli M. Ravnikarja in F.S. Metelka, sprejel je metelčico in v njej objavljal nabožna besedila. Leta 1831 je branil metelčico pred J. Zupanom in 1833 posegel v abecedno vojno zoper M. Čopa.
Burger je po mladostnih pesniških poskusih prevedel tri mladinske vzgojne povesti Christopha Schmida, z njimi je pripravil pot prvi slovenski povesti Sreča v nesreči J. Ciglerja. Prevajal je še druga dela, pri nekaterih je bil tudi urednik.